# 강호동의 천생연분
《강호동의 천생연분》은 2002년 10월 26일부터 2003년 10월 18일까지 방송되었던 예능 프로그램이다.

## 프로그램의 역사
2002년 6월 8일부터 목표달성! 토요일의 코너로 방송을 시작하였으며, 2002년 10월 26일부터 해당 프로그램이 종영되면서 독립하여 2003년 10월 18일까지 50회동안 방송되었다.

## 에피소드 목록

### 2002년
| 회차                                   | 순번                      | 방송일                    | 킹카(남자부)                                         | 퀸카(여자부)                                       | 최종 커플                 | 비고                      |
| 목표달성 토요일 코너 시작              | 목표달성 토요일 코너 시작 | 목표달성 토요일 코너 시작 | 목표달성 토요일 코너 시작                            | 목표달성 토요일 코너 시작                          | 목표달성 토요일 코너 시작 | 목표달성 토요일 코너 시작 |
| -------------------------------------- | ------------------------- | ------------------------- | ---------------------------------------------------- | -------------------------------------------------- | ------------------------- | ------------------------- |
| 1                                      | 1                         | 6월 8일                   | 정재용, 이정진, 비, 이종수, 윤정수                   | 정다빈, 한채영, 한은정, 양미라, 황보, 제이         | 빈칸                      |                           |
| 2                                      | 1                         | 6월 15일                  | 정재용, 이정진, 비, 이종수, 윤정수                   | 정다빈, 한채영, 한은정, 양미라, 황보, 제이         | 1대 이종수 & 한채영       |                           |
| 3                                      | 2                         | 7월 6일                   | 정재용, 이정진, 비, 윤정수, 박광현                   | 정다빈, 한은정, 이효리, 황보, 제이, 김세아         | 빈칸                      |                           |
| 4                                      | 2                         | 7월 13일                  | 정재용, 이정진, 비, 윤정수, 박광현                   | 정다빈, 한은정, 이효리, 황보, 제이, 김세아         | 2대 박광현 & 한은정       |                           |
| 5                                      | 3                         | 7월 20일                  | 정재용, 비, 윤정수, 신동엽, 김흥수, 강성훈           | 황보, 제이, 양미라, 정다빈, 박예진, 김민경         | 빈칸                      |                           |
| 6                                      | 3                         | 7월 27일                  | 정재용, 비, 윤정수, 신동엽, 김흥수, 강성훈           | 황보, 제이, 양미라, 정다빈, 박예진, 김민경         | 3대 신동엽 & 정다빈       |                           |
| 7                                      | 4                         | 8월 3일                   | 정재용, 비, 윤정수, 김흥수, 최민용, 이종수           | 황보, 제이, 양미라, 김정화, 사강, 서민정           | 빈칸                      |                           |
| 8                                      | 4                         | 8월 10일                  | 정재용, 비, 윤정수, 김흥수, 최민용, 이종수           | 황보, 제이, 양미라, 김정화, 사강, 서민정           | 4대 최민용 & 김정화       |                           |
| 9                                      | 5                         | 8월 17일                  | 정재용, 비, 윤정수, 김흥수, 홍경민, 김태현           | 황보, 양미라, 박경림, 박탐희, 박정아, 서민정       | 빈칸                      |                           |
| 10                                     | 5                         | 8월 24일                  | 정재용, 비, 윤정수, 김흥수, 홍경민, 김태현           | 황보, 양미라, 박경림, 박탐희, 박정아, 서민정       | 5대 홍경민 & 박경림       |                           |
| 11                                     | 6                         | 8월 31일                  | 정재용, 비, 윤정수, 김흥수, 김태현, 성시경           | 황보, 양미라, 김현정, 박정아, 서민정, 김민경       | 빈칸                      |                           |
| 12                                     | 6                         | 9월 7일                   | 정재용, 비, 윤정수, 김흥수, 김태현, 성시경           | 황보, 양미라, 김현정, 박정아, 서민정, 김민경       | 6대 성시경 & 황보         |                           |
| 13                                     | 7                         | 9월 14일                  | 정재용, 비, 윤정수, 김흥수, 김태현, 이상민           | 양미라, 박정아, 서민정, 김민경, 오승은, 이혜영     | 빈칸                      |                           |
| 14                                     | 7                         | 9월 21일                  | 정재용, 비, 윤정수, 김흥수, 김태현, 이상민           | 양미라, 박정아, 서민정, 김민경, 오승은, 이혜영     | 7대 이상민 & 이혜영       |                           |
| 15                                     | 8                         | 9월 28일                  | 정재용, 비, 윤정수, 김흥수, 최민용, 홍경민           | 양미라, 박정아, 김민경, 이의정, 이지혜, 빈         | 빈칸                      |                           |
| 16                                     | 8                         | 10월 5일                  | 정재용, 비, 윤정수, 김흥수, 최민용, 홍경민           | 양미라, 박정아, 김민경, 이의정, 이지혜, 빈         | 8대 비 & 김민경           |                           |
| 17                                     | 9                         | 10월 19일                 | 윤정수, 정재용, 김흥수, 박수홍, 홍경인, 비           | 양미라, 이의정, 이지혜, 박정아, 빈, 유민           | 9대 박수홍 & 양미라       |                           |
| 목표달성 토요일 코너 종료 및 독립 편성 |                           |                           |                                                      |                                                    |                           |                           |
| 1                                      | 1                         | 10월 26일                 | 윤정수, 정재용, 김흥수, 비, 이성진, 정태우, 김진     | 유민, 박정아, 빈, 한은정, 오승은, 이수영, 조윤희   | 빈칸                      |                           |
| 2                                      | 1                         | 11월 2일                  | 윤정수, 정재용, 김흥수, 비, 이성진, 정태우, 김진     | 유민, 박정아, 빈, 한은정, 오승은, 이수영, 조윤희   | 10대 이성진 & 한은정      |                           |
| 3                                      | 2                         | 11월 9일                  | 윤정수, 정재용, 정태우, 김흥수, 비, 싸이             | 오승은, 유민, 빈, 조윤희, 양미라, 염현희           | 빈칸                      |                           |
| 4                                      | 2                         | 11월 16일                 | 윤정수, 정재용, 정태우, 김흥수, 비, 싸이             | 오승은, 유민, 빈, 조윤희, 양미라, 염현희           | 11대 정재용 & 시범아가씨  |                           |
| 5                                      | 3                         | 11월 23일                 | 윤정수, 김흥수, 싸이, 박광현, 임창정, 김창렬, 정민   | 오승은, 유민, 빈, 박정아, 이수영, 김채연, 채리나   | 빈칸                      |                           |
| 6                                      | 3                         | 11월 30일                 | 윤정수, 김흥수, 싸이, 박광현, 임창정, 김창렬, 정민   | 오승은, 유민, 빈, 박정아, 이수영, 김채연, 채리나   | 12대 임창정 & 유민        |                           |
| 7                                      | 4                         | 12월 7일                  | 윤정수, 김흥수, 정태우, 김창렬, 최정원, 정성윤, 도화 | 오승은, 빈, 채리나, 염현희, 심은진, 추소영, 이세은 | 빈칸                      |                           |
| 8                                      | 4                         | 12월 14일                 | 윤정수, 김흥수, 정태우, 김창렬, 최정원, 정성윤, 도화 | 오승은, 빈, 채리나, 염현희, 심은진, 추소영, 이세은 | 13대 김창렬 & 오승은      |                           |
| 9                                      | 5                         | 12월 21일                 | 윤정수, 김흥수, 싸이, 최정원, 정민, 신정환           | 빈, 심은진, 이세은, 추소영, 이정현, 황보           | 빈칸                      |                           |
| 10                                     | 5                         | 12월 28일                 | 윤정수, 김흥수, 싸이, 최정원, 정민, 신정환           | 빈, 심은진, 이세은, 추소영, 이정현, 황보           | 14대 싸이(단독)           |                           |

### 2003년
| 회차                                        | 순번 | 방송일    | 킹카(남자부)                                                     | 퀸카(여자부)                                     | 최종 커플                   | 비고                         |
| ------------------------------------------- | ---- | --------- | ---------------------------------------------------------------- | ------------------------------------------------ | --------------------------- | ---------------------------- |
| 11                                          | 6    | 1월 4일   | 윤정수, 김흥수, 최정원, 신정환, 유빈, 정태우                     | 빈, 심은진, 이세은, 추소영, 사강, 신정선         | 빈칸                        |                              |
| 12                                          | 6    | 1월 11일  | 윤정수, 김흥수, 최정원, 신정환, 유빈, 정태우                     | 빈, 심은진, 이세은, 추소영, 사강, 신정선         | 15대 정태우 & 이세은        |                              |
| 13                                          | 7    | 1월 18일  | 성시경, 조한선, 최정원, 신정환, 윤정수, 김흥수, 우현             | 빈, 심은진, 추소영, 사강, 이유진, 이소은, 장나라 | 빈칸                        |                              |
| 14                                          | 7    | 1월 25일  | 성시경, 조한선, 최정원, 신정환, 윤정수, 김흥수, 우현             | 빈, 심은진, 추소영, 사강, 이유진, 이소은, 장나라 | 16대 심은진 & 장나라        |                              |
| 16                                          | 8    | 2월 8일   | 신정환, 최정원, 김흥수, 조한선, 이진성, 우정태                   | 이유진, 사강, 빈, 이소은, 김나래, 한보람, 추소영 | 빈칸                        |                              |
| 17                                          | 8    | 2월 15일  | 신정환, 최정원, 김흥수, 조한선, 이진성, 우정태                   | 이유진, 사강, 빈, 이소은, 김나래, 한보람, 추소영 | 17대 조한선 & 추소영        |                              |
| 18                                          | 9    | 3월 1일   | 윤정수, 김흥수, 최정원, 김정훈, 신정환, 우정태                   | 유민, 빈, 이소은, 최윤영, 정소영, 김성은, 나연주 | 빈칸                        |                              |
| 19                                          | 9    | 3월 8일   | 윤정수, 김흥수, 최정원, 김정훈, 신정환, 우정태                   | 유민, 빈, 이소은, 최윤영, 정소영, 김성은, 나연주 | 18대 김정훈 & 유민          |                              |
| 20                                          | 10   | 3월 15일  | 윤정수, 김흥수, 최정원, 김정훈, 신정환, 김건모, 박용하           | 이재은, 려원, 장민경, 한지혜, 빈, 정소영         | 빈칸                        |                              |
| 21                                          | 10   | 3월 22일  | 윤정수, 김흥수, 최정원, 김정훈, 신정환, 김건모, 박용하           | 이재은, 려원, 장민경, 한지혜, 빈, 정소영         | 19대 박용하 & 빈            |                              |
| 22                                          | 11   | 3월 29일  | 전진, 오지호, 김흥수, 신정환, 세븐, 윤정수, 최정원               | 황인영, 미미, 추소영, 빈, 이재은, 장민경         | 빈칸                        | 푸켓 특집                    |
| 23                                          | 11   | 4월 5일   | 전진, 오지호, 김흥수, 신정환, 세븐, 윤정수, 최정원               | 황인영, 미미, 추소영, 빈, 이재은, 장민경         | 빈칸                        |                              |
| 24                                          | 11   | 4월 12일  | 전진, 오지호, 김흥수, 신정환, 세븐, 윤정수, 최정원               | 황인영, 미미, 추소영, 빈, 이재은, 장민경         | 20대 김흥수 & 이재은        |                              |
| 25                                          | 12   | 4월 19일  | 김건모, 조성모, 박용하, 윤정수, 신정환, 최정원, 세븐             | 이유진, 심은진, 최정원, 이영은, 황인영, 장민경   | 빈칸                        |                              |
| 26                                          | 12   | 4월 26일  | 김건모, 조성모, 박용하, 윤정수, 신정환, 최정원, 세븐             | 이유진, 심은진, 최정원, 이영은, 황인영, 장민경   | 21대 박용하 & 이유진        |                              |
| 27                                          | 13   | 5월 3일   | 조성모, 홍록기, 윤정수, 신정환, 강균성                           | 김지현, 려원, 이영은, 한지혜, 임유진, 황인영     | 빈칸                        |                              |
| 28                                          | 13   | 5월 10일  | 조성모, 홍록기, 윤정수, 신정환, 강균성                           | 김지현, 려원, 이영은, 한지혜, 임유진, 황인영     | 22대 조성모 & 황인영        |                              |
| 29                                          | 14   | 5월 17일  | 김건모, 오지호, 신정환, 윤정수, 세븐, 최정원, 강균성             | 간미연, 변정민, 조여정, 려원, 이영은, 김윤희     | 빈칸                        |                              |
| 30                                          | 14   | 5월 24일  | 김건모, 오지호, 신정환, 윤정수, 세븐, 최정원, 강균성             | 간미연, 변정민, 조여정, 려원, 이영은, 김윤희     | 23대 김건모(단독)           |                              |
| 31                                          | 15   | 5월 31일  | 윤정수, 신정환, 세븐, 오지호, 최정원, 강균성, 조성일             | 변정민, 조여정, 간미연, 이영은, 이지연, 유리     | 빈칸                        | 반짝출연 : 차태현            |
| 32                                          | 15   | 6월 7일   | 윤정수, 신정환, 세븐, 오지호, 최정원, 강균성, 조성일             | 변정민, 조여정, 간미연, 이영은, 이지연, 유리     | 24대 강균성 & 간미연        |                              |
| 33                                          | 16   | 6월 14일  | 정재용, 김창렬, 조성모, 비, 김흥수                               | 황인영, 심은진, 황보, 추소영, 빈                 | 빈칸                        | 강호동의 천생연분 1주년 특집 |
| 34                                          | 16   | 6월 21일  | 정재용, 김창렬, 조성모, 비, 김흥수                               | 황인영, 심은진, 황보, 추소영, 빈                 | 빈칸                        |                              |
| 35                                          | 16   | 6월 28일  | 정재용, 김창렬, 조성모, 비, 김흥수                               | 황인영, 심은진, 황보, 추소영, 빈                 | 25대 조성모 & 황인영        |                              |
| 36                                          | 17   | 7월 5일   | 윤정수, 신정환, 김민종, 은지원, 팀, 최정원, 세븐                 | 윤은혜, 채민서, 변정민, 려원, 조여정, 이영은     | 빈칸                        | 깜짝 게스트 : 옥주현, 김제동 |
| 37                                          | 17   | 7월 12일  | 윤정수, 신정환, 김민종, 은지원, 팀, 최정원, 세븐                 | 윤은혜, 채민서, 변정민, 려원, 조여정, 이영은     | 26대 김민종 & 려원          |                              |
| 38                                          | 18   | 7월 19일  | 윤정수, 신정환, 이서진, 은지원, 팀, 이민혁, 최정원, 세븐         | 윤은혜, 조여정, 변정민, 장연주, 이정현, 한나나   | 빈칸                        |                              |
| 39                                          | 18   | 7월 26일  | 윤정수, 신정환, 이서진, 은지원, 팀, 이민혁, 최정원, 세븐         | 윤은혜, 조여정, 변정민, 장연주, 이정현, 한나나   | 27대 최정원 & 조여정        |                              |
| 40                                          | 19   | 8월 2일   | 윤정수, 신정환, 이서진, 은지원, 팀, 이민혁                       | 윤은혜, 빈, 변정민, 서유정, 유니, 박정아, 한나   | 빈칸                        |                              |
| 41                                          | 19   | 8월 9일   | 윤정수, 신정환, 이서진, 은지원, 팀, 이민혁                       | 윤은혜, 빈, 변정민, 서유정, 유니, 박정아, 한나   | 28대 이서진 & 변정민        |                              |
| 42                                          | 20   | 8월 16일  | 윤정수, 신정환, 은지원, 이민혁, 팀, 세븐, 승리                   | 박정아, 윤은혜, 유니, 원영, 한나나, 한나         | 빈칸                        |                              |
| 43                                          | 20   | 8월 23일  | 윤정수, 신정환, 은지원, 이민혁, 팀, 세븐, 승리                   | 박정아, 윤은혜, 유니, 원영, 한나나, 한나         | 29대 세븐 & 박정아          |                              |
| 44                                          | 21   | 8월 30일  | 이휘재, MC몽, 윤정수, 신정환, 은지원, 민혁, 팀, 렉시, 주니       | 이지현, 윤은혜, 유니, 원영, 한나나, 조혜경, 채연 | 빈칸                        |                              |
| 45                                          | 21   | 9월 6일   | 이휘재, MC몽, 윤정수, 신정환, 은지원, 민혁, 팀, 렉시, 주니       | 이지현, 윤은혜, 유니, 원영, 한나나, 조혜경, 채연 | 30대 이휘재 & 유니          |                              |
| 46                                          | 22   | 9월 20일  | 윤정수, 신정환, 은지원, 팀, MC몽, 이민혁, 오장훈, 조재혁, 오수안 | 윤은혜, 이지현, 유니, 원영, 렉시, 양혜승, 이영아 | 빈칸                        |                              |
| 47                                          | 22   | 9월 27일  | 윤정수, 신정환, 은지원, 팀, MC몽, 이민혁, 오장훈, 조재혁, 오수안 | 윤은혜, 이지현, 유니, 원영, 렉시, 양혜승, 이영아 | 빈칸                        |                              |
| 48                                          | 22   | 10월 4일  | 윤정수, 신정환, 은지원, 팀, MC몽, 이민혁, 오장훈, 조재혁, 오수안 | 윤은혜, 이지현, 유니, 원영, 렉시, 양혜승, 이영아 | 31대 은지원 & 윤은혜        |                              |
| 49                                          | 빈칸 | 10월 11일 | 집중포커스! 빅스타 퍼레이드                                      | 집중포커스! 빅스타 퍼레이드                      | 집중포커스! 빅스타 퍼레이드 |                              |
| 50                                          | 빈칸 | 10월 18일 | 분야별 BEST!                                                     | 분야별 BEST!                                     | 분야별 BEST!                |                              |
| 독립 편성 프로그램 ‘강호동의 천생연분’ 폐지 |      |           |                                                                  |                                                  |                             |                              |

## 결방 사유
- 2002년 10월 12일 : 부산 아시안게임 중계방송 관계로 결방 (여자 핸드볼 결승, 남자 하키 결승)
- 2003년 2월 22일 : 대구 지하철 화재 사고 추모특집 편성 관계로 결방.
- 2003년 9월 13일 : 추석특집 〈도전! 인간복사기〉 편성 관계로 결방.

## 같이 보기
- 천생연분 리턴즈 (MBC 에브리원)